# Кеш-енд-кери
Кеш-енд-кери (енгл. Cash and Carry) је трговински формат у ком се обавља трговина на велико.

## Дефиниција
Према Правилнику о класификацији трговинских формата, врсти преносивих продајних објеката и облицима трговине са покретних средстава и опреме („Службени гласник РС”, број 39/21) кеш-енд-кери продавница мора да испуњава следеће одлике:
1) нето продајни простор по правилу већи од 2.000 m²;
2) самоуслуживање као систем продаје;
3) широк асортиман (по правилу изнад 20.000 артикала), уз велико учешће производа са трговинском марком;
4) продаја прехрамбених и непрехрамбених производа;
5) професионални купци су главна циљна група;
6) плаћање робе у продајном објекту (на каси);
7) преузимање робе у продајном објекту;
8) купци сами одвозе робу до циљног одредишта, по правилу сопственим превозом.
Иако велетрговци купују првенствено од произвођача и продају углавном трговцима на мало, индустријским корисницима и другим велетрговцима, они такође обављају многе функције додатне вредности. Велетрговац, посредник, користи се на основу принципа специјализације и поделе рада као и уговорне ефикасности.
Лоренс Батли је опште признат као зачетник концепта у Великој Британији. Међутим, истраживање о еволуцији велепродаје намирница у Ирској које је спровео др Џим Квин са Тринити колеџа у Даблину примећује да је први извештај о кеш-енд-кери у Уједињеном Краљевству био у јуну 1957. године када је The Grocer објавио да је у Рамсгејту отворено складиште за готовину и ношење. Vye & Son је подружница Home & Colonial Group. Нова услуга се звала Висеваи и развијао се низ сопствених брендова. Априла 1958.  L. Batley & Co. из Хадерсфилда отворио је велико модерно кеш-енд-кери трговину од 2.800 м2, далеко мања него данашње.